# 路学长
路学长（1964年6月25日—2014年2月20日），北京人，中国著名导演。

## 生涯
路学长1964年生于北京，自幼学习美术。1981年以美术生身份进入中央美术学院附中，1985年考入北京电影学院导演系。
1990年9月他进入北京电影制片厂，任导演。1991年拍摄电视剧《梅女》、《小分队》，1995年编剧并执导电影处女作《长大成人》，1999年编剧并执导电影《光天化日》。
2014年2月20日因病溘逝，终年49岁。北京电影学院於2014年2月24日上午在八宝山公墓为其举办葬礼，王小帅、娄烨、田壮壮、管虎、葛优等影视界名人参加了葬礼。据悉，葬礼上一名悼念者还与工作人员发生冲突。

## 执导影片
| 年     | 英文名              | 中文名       | 注解                     |
| ------ | ------------------- | ------------ | ------------------------ |
| 1997年 | The Making of Steel | 长大成人     | 原名《钢铁是这样炼成的》 |
| 2000年 | A Lingering Face    | 非常夏日     |                          |
| 2003年 | Cala, My Dog!       | 卡拉是条狗   |                          |
| 2006年 | Lease Wife          | 租妻         | 又叫The Contract         |
| 2008年 | Under One Roof      | 两个人的房间 |                          |

## 获奖情况
作品奖项：
1. 2006，东京国际数字电影节最佳影片，《租期》
2. 2003，第十届北京大学生电影节最佳影片奖，《卡拉是条狗》
3. 2000，大学生电影节最佳新人奖，《非常夏日》
4. 2000，大学生电影节最佳导演奖，《非常夏日》

个人奖项：
1. 2006，北京大学生电影节最佳数字电影奖
2. 2003，第四届华语传媒大奖(内地)
3. 2003，第四届华语传媒大奖(内地)最佳影片奖
4. 2003，第四届华语传媒大奖(内地)最佳导演奖
5. 2000，第七届北京大学生电影节最佳导演奖
6. 2000，第七届北京大学生电影节最佳新人奖
7. 2000，第十届上海影评人奖十佳影片奖